# Montenegro (Faro)
Montenegro é uma povoação portuguesa sede da Freguesia de Montenegro do Município de Faro, freguesia com 23,24 km² de área e 8613 habitantes (censo de 2021), tendo, por isso, uma densidade populacional de 370,6 hab./km².
Nesta freguesia situam-se o Aeroporto de Faro e o Campus de Gambelas da Universidade do Algarve. A freguesia está anexa à cidade de Faro e faz parte da sua zona suburbana.

## História

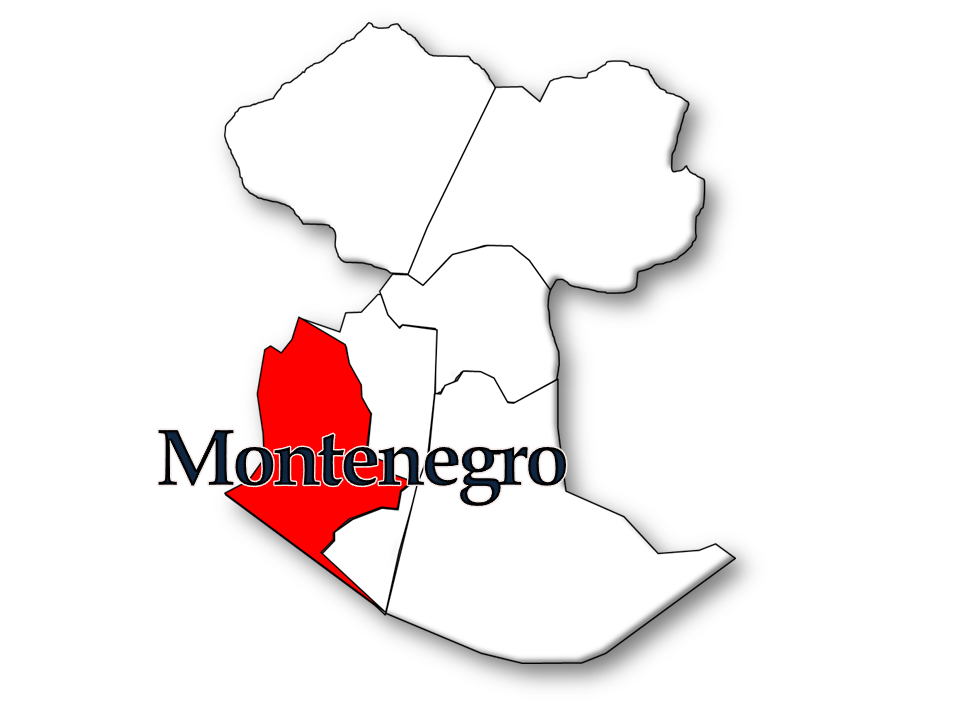
Localização da Freguesia de Montenegro no Município de Faro

Pela Lei n.o 33/97, de 12 de julho, foi criada a freguesia de Montenegro com lugares desanexados das freguesias da Sé e de São Pedro.

## Demografia
A população registada nos censos foi:
| Ano  | 0-14 Anos | 15-24 Anos | 25-64 Anos | > 65 Anos |
| 2001 | 784       | 910        | 2990       | 652       |
| 2011 | 1437      | 744        | 4923       | 1045      |
| 2021 | 1442      | 899        | 4788       | 1484      |

## Geografia
Montenegro dista da cidade de Faro cerca de 4 km. Os limites da freguesia são: a norte, a Freguesia de Almancil até à linha de caminho de ferro; ao sul, o oceano Atlântico; a este, a localidade de São Pedro, pela delimitação do caminho de ferro, até onde esta se cruza com a ribeira de Marchil e continuando pelo esteiro Largo até ao canal de Faro e localidade da Sé, do canal de Faro pelo esteiro do Ramalhete, até ao esteiro da Golada e continuando pelo nascente em direcção à barrinha de S. Luís; e a Oeste, a freguesia de Almancil.

## Origem do nome
O seu nome teve origem num monte coberto de uma densa mancha arbórea que se avistava da cidade de Faro onde, no princípio do século XX, se fixaram essencialmente agricultores e pescadores que dependiam das culturas de sequeiro e da pesca da Ria Formosa, respetivamente, que iriam vender na cidade de Faro, bem como da extração de sal que, depois de transportado por barcas até à cidade, era distribuído para outras regiões do país pelo caminho de ferro.

## Montenegro Atual
Atualmente Montenegro é bastante habitado, onde predominam vivendas grandes e espaçosas, divididas por urbanizações.
Desenvolveu-se muito, devido em grande parte, à proximidade da Universidade do Algarve (Polo de Gambelas), que atraiu muitos estudantes e dinamizou muito o espaço.
A concentração motard de Faro tem a sua sede no pinhal de Gambelas, onde se realizam todos os anos em Julho os espectáculos numa tenda montada com esse propósito, sendo esta considerada a maior concentração de motos de Verão da Europa.
Para se entrar na ilha de Faro, é necessário percorrer antes a grande avenida de Montenegro, sendo esta também a primeira impressão do país que os estrangeiros que aterram no aeroporto de Faro têm.
O seu primeiro executivo desta jovem freguesia foi eleito a 14 de dezembro de 1997 tendo sido eleito Agostinho Diogo pelo PSD. Em 16 de dezembro de 2001 foi reeleito pelo PS. A 9 de outubro de 2005 é eleito Manuel João pelo PS. A 11 de outubro de 2009 é eleito Steven Sousa Piedade pela coligação PPD/PSD.CDS-PP.MPT.PPM, e reeleito em 29 de setembro de 2013.

## Equipamentos sociais
- Aeroporto de Faro;
- Vários hotéis e restaurantes;
- Pousada;
- Parque de campismo;
- Residenciais e colónias de férias para crianças
- Centro de Saúde;
- Posto Médico;
- Laboratório;
- Farmácia;
- Consultórios privados
- Pavilhão, campo de jogos, courts de ténis, centro de equitação e ginásio de musculação

## Economia
A população da freguesia trabalha maioritariamente no setor terciário, com grande predomínio do Aeroporto de Faro e do Polo de Gambelas da Universidade do Algarve. É no centro de Faro, no entanto, que a maioria da população desenvolve a sua atividade profissional.
A agricultura resume-se à produção hortícola e citrícola, em estufas e pomares de média dimensão. A indústria limita-se à construção civil de prédios e vivendas nas novas urbanizações.

## Coletividades
Nos domínios do associativismo destacam-se o Clube Desportivo Montenegro, o Clube de Caça e Pesca Desportiva, a Associação dos Jornalistas e Escritores do Algarve, a Tuna Académica da Universidade do Algarve, e outras colectividades ligadas à música e ao folclore. 